# 壱岐日報
壱岐日報（いきにっぽう, Iki Nippo）は、長崎県壱岐市で、壱岐日報社が発行していた地方新聞。題字の字体は「壹岐日報」。略称「日報」。2012年（平成24年）3月末をもって廃刊となった。
廃刊後、後継紙として壱岐新報（いきしんぽう）が2012年4月に創刊された。
発行は月6号で、購読料は月900円。郵便で届けられていた。

## 所在地
- 〒811-5133 長崎県壱岐市郷ノ浦町本村触654番地（北緯33度44分53.2秒 東経129度41分32.3秒 / 北緯33.748111度 東経129.692306度）

## 沿革
- 1912年（大正元年）12月 - 旧志原（しわら）村（現・壱岐市郷ノ浦町志原地区）の大曲実形によって壱岐集報社が創立。
- 1913年（大正2年）1月 -「壱岐集報」が創刊。
  - 実際の新聞作りは旧田河村（現・壱岐市芦辺町田河地区）の長島直衛が行っていた。
- 1917年（大正6年）- 長島直衛の死去に伴い、長島若枝が継承、編集は旧武生水村の白石新太郎が行う。後に白石は印刷所も引き継ぎ、発行人を兼ねる。
- 1923年（大正12年）- 題号を壱岐日報（現在名）と改称。
- 1945年（昭和20年）- 太平洋戦争のため休刊。
- 1946年（昭和21年）1月 - 復刊。
- 1949年（昭和29年）1月 - 白石新太郎から篠崎健二郎に譲渡。
- 1972年（昭和47年）- 篠崎健二郎の死去に伴い、篠崎学が継承。
- 1974年（昭和49年）5月 - 資本金100万円をもって社名を有限会社壱岐日報社に改める。
- 1996年（平成8年）1月 - 資本金300万円となる。
- 2012年（平成24年）
  - 3月 - 3月26日号をもって壱岐日報を廃刊[1]。
  - 4月 - 「壱岐新報」を創刊[1]。

## その他
- 郵便で配達するため、島外で壱岐日報を購読することも可能。ただし、その場合の配達日は壱岐島内の配達日に比べると1・2日ほど遅くなる。

## アクセス
- 最寄りのバス停
  - 壱岐交通
    - 「市役所前」バス停
    - 「新道」バス停

## 周辺
- 壱岐市役所（本庁 / 郷ノ浦庁舎）
- 壱岐振興局
- 壱岐警察署
- 壱岐市立節武生水保育所
- 壱岐市立盈科小学校
- 壱岐市立郷ノ浦中学校
- 壱岐市ケーブルテレビ